# Вигмор, Джин
Вирджи́ния Клэр «Джин» Уи́гмор (англ. Virginia Claire "Gin" Wigmore; род. 6 июня 1986, Окленд, Новая Зеландия) — новозеландская певица и гитаристка. Наибольшую популярность обрела благодаря песне «Brother», которая продержалась 11 недель на первом месте в чарте RIANZ. В 2009 году выпустила дебютный альбом «Holy Smoke», который стал трижды платиновым в Новой Зеландии и открытием года в США. 7 ноября 2011 года выпустила свой второй студийный альбом «Gravel and Wine». Обладательница 5 премий New Zealand Music Awards.

## Биография
Свою первую песню, «Angelfire», Вигмор написала в 14 лет, вдохновлённая альбомом Дэвида Грэя White Ladder. Два года спустя от рака умер её отец, и Вигмор перестала писать песни. Она по программе обмена уехала в Аргентину, где преподавала в детском саду. Вернувшись в Новую Зеландию, Вигмор написала песню Hallelujah, которую посвятила своему отцу. Джин получила Гран-при в конкурсе International Songwriting Competition в подростковой номинации с песней «Angelfire», а её песня «Hallelujah» звучала в шестом сезоне сериала «Холм одного дерева».

### Карьера
В 2009 году Вигмор выпустила свой дебютный полноформатный альбом Holy Smoke, записанный совместно с Райаном Адамсом и его группой «The Cardinals», а сингл из альбома «Oh My» дебютировал 24 августа 2009 года на 21-м месте в чарте Zealand Singles Chart. Три других сингла были выпущены в 2010 году: «I Do», «Hey Ho» и «Too Late For Lovers».

### Личная жизнь
У Вигмор есть старший брат Олли и сестра Люси. В 2004 году её сестра стала участником американского конкурса написания песен (англ. International Songwriting Competition) и стала самым молодым автором, получившим Гран-При в истории конкурса. В 2014 году вышла замуж за вокалиста группы Letlive Джейсона Батлера .

## Туры
- Holy Smoke Tour (2010)
- The Grave Train National Tour (2010)
- Gin Wigmore (2011)
- The Winery Tour (2012)
- Gravel and Wine Tour (2012)

## Дискография

### Студийные альбомы
| Год  | Название                                                                                     | НЗ чарт | Сертификации    |
| ---- | -------------------------------------------------------------------------------------------- | ------- | --------------- |
| 2009 | Holy Smoke - Релиз: 25 сентября - Лейбл: Universal - Формат: Digital download, CD            | 1       | NZ: 4× Platinum |
| 2011 | Gravel & Wine - Релиз: 7 ноября - Лейбл: Universal - Формат: Digital download, CD            | 1       | NZ: 2× Platinum |
| 2015 | Blood to Bone - Релиз: 26 июня - Лейбл: Universal - Формат: Digital download, CD             | 1       |                 |
| 2018 | Ivory - Релиз: 6 апреля - Лейбл: Island Records Australia - Формат: Digital download, CD, LP | 11      |                 |

### Синглы
| Год  | Название              | НЗ чарт | Сертификации (sales thresholds) | Альбом        |
| ---- | --------------------- | ------- | ------------------------------- | ------------- |
| 2008 | «Under My Skin»       | 10      |                                 | Extended Play |
| 2009 | «Oh My»               | 4       | NZ: Platinum                    | Holy Smoke    |
| 2009 | «I Do»                | 14      | NZ: Gold                        | Holy Smoke    |
| 2010 | «Hey Ho»              | 21      |                                 | Holy Smoke    |
| 2010 | «Too Late for Lovers» | —       |                                 | Holy Smoke    |
| 2011 | «Black Sheep»         | 13      | NZ: Gold                        | Gravel & Wine |

#### As featured artist
| Год  | Название                    | НЗ чарт | Сертификации (sales thresholds) | Альбом      |
| ---- | --------------------------- | ------- | ------------------------------- | ----------- |
| 2009 | «Brother» (with Smashproof) | 1       | NZ: 2x Platinum                 | The Weekend |

## Награды и номинации
| Год  | Награда                  | Категория                                                                  | Результат |
| ---- | ------------------------ | -------------------------------------------------------------------------- | --------- |
| 2009 | New Zealand Music Awards | Vodafone Single of the Year («Brother») (Smashproof featuring Gin Wigmore) | Номинация |
| 2009 | New Zealand Music Awards | Highest Selling Single («Brother») (Smashproof featuring Gin Wigmore)      | Победа    |
| 2010 | New Zealand Music Awards | Vodafone’s People’s Choice Award                                           | Номинация |
| 2010 | New Zealand Music Awards | Mazda Best Female Solo Artist                                              | Номинация |
| 2010 | New Zealand Music Awards | Vodafone Single of the Year («Oh My»)                                      | Номинация |
| 2010 | New Zealand Music Awards | Best Pop Album                                                             | Победа    |
| 2010 | New Zealand Music Awards | Vodafone Album of The Year («Holy Smoke»)                                  | Победа    |
| 2010 | New Zealand Music Awards | Breakthrough Artist Of The Year                                            | Победа    |
| 2010 | New Zealand Music Awards | Highest Selling Album Holy Smoke                                           | Победа    |

### Видеоклипы
| Год  | Название              | Режиссёр(ы)      |
| ---- | --------------------- | ---------------- |
| 2008 | «These Roses»         | Special Problems |
| 2008 | «Under My Skin»       | Special Problems |
| 2008 | «S.O.S.»              | Dan Reisinger    |
| 2009 | «Brother»             | Chris Graham     |
| 2009 | «Oh My»               | Stuart Gosling   |
| 2009 | «I Do»                | Gemma Lee        |
| 2010 | «Hey Ho»              | Moh Azima        |
| 2010 | «Too Late for Lovers» | Moh Azima        |
| 2011 | «Black Sheep»         | Sean Gilligan    |
| 2012 | «Man Like That»       | Sean Gilligan    |